# Trimbelle
Trimbelle – miasto w Stanach Zjednoczonych, w stanie Wisconsin, w hrabstwie Pierce.